# Rivière Connelly
Pour les articles homonymes, voir Connelly.
La rivière Connelly fait partie du bassin versant de la rivière Mistassini, coulant dans le territoire non organisé de Passes-Dangereuses, dans la municipalité régionale de comté (MRC) de Maria-Chapdelaine, dans la région administrative de Saguenay–Lac-Saint-Jean, dans la province de Québec, au Canada.
La foresterie constitue la principale activité économique du secteur ; les activités récréotouristiques sont accessoires considérant l’éloignement géographique et le manque de routes d’accès.
La surface de la rivière Connelly est habituellement gelée de la fin novembre au début avril, toutefois la circulation sécuritaire sur la glace se fait généralement de la mi-décembre à la fin mars.

## Géographie
Les principaux bassins versants voisins de la rivière Connelly sont :
- côté Nord : rivière Mistassibi, rivière Brûle-Neige ;
- côté Est : ruisseau à Georges, lac Bujon, lac Chausson, rivière Brûle-Neige ;
- côté Sud : rivière Mistassibi, lac Connelly, Petite rivière Péribonka ;
- côté Ouest : rivière Mistassibi, rivière aux Oiseaux, ruisseau du Caribou, rivière aux Rats, rivière Mistassini[2].

La rivière Connelly prend sa source à la décharge du lac Connelly (longueur : 11,7 km ; largeur : 1,1 km ;
altitude : 236 m). Ce lac ne comporte aucun affluent. la confluence avec ce lac est située à :
- 4,7 km au Sud de la confluence avec la rivière Connelly ;
- 11,3 km au Sud de la confluence avec la rivière Brûle-Neige ;
- 9,3 km au Sud-Est de la confluence avec la rivière aux Oiseaux[3],[2]

À partir de sa source (lac Connelly), la rivière Connelly coule sur 6,0 km vers le Nord en formant une courbe vers l’Est et de nombreux petits serpentins, ainsi qu'en passant du côté Ouest du Mont Philippe Simard (altitude : 265 m), jusqu’à sa confluence.
La rivière Connelly se déverse dans un coude sur la rive gauche de la rivière Mistassibi, face à l’Île aux Perdrix (longueur : km). Cette confluence est située à :
- 21,6 km au Sud-Est du hameau « Dépôt-des-Loutres » ;
- 6,3 km au Sud de la confluence avec la rivière Brûle-Neige ;
- 5,8 km au Sud-Est de la confluence avec la rivière aux Oiseaux ;
- 58,7 km au Nord de la confluence avec la rivière Mistassibi (confluence avec la rivière Mistassini) ;
- 78,7 km au Nord de la confluence avec la rivière Mistassini (embouchure sur le lac Saint-Jean)[3],[2]

À partir de la confluence avec la rivière Connelly, le courant descend le cours de la rivière Mistassibi sur 82,0 km vers le Sud et le cours de la rivière Mistassini sur 22,7 km vers le Sud-Ouest. À la confluence avec cette dernière, le courant traverse le lac Saint-Jean sur 42,7 km vers l’Est, puis emprunte le cours de la rivière Saguenay vers l’Est sur 155 km jusqu'à la hauteur de Tadoussac où il conflue avec le fleuve Saint-Laurent.

## Toponymie
Le terme « Connelly » constitue un patronyme de famille d’origine anglaise.
Le toponyme de « rivière Connelly » a été officialisé le 5 décembre 1968 à la Banque des noms de lieux de la Commission de toponymie du Québec.